# Nicolás del Boca
Nicolás del Boca (Villa del Parque, Buenos Aires; 23 de enero de 1928 - Ibidem, 16 de marzo de 2018) fue un director, camarógrafo y productor de cine y televisión argentino de larga trayectoria artística. Su hija es la primera actriz Andrea del Boca.

## Carrera
Comenzó a trabajar en el viejo Canal 7 a los 24 años, tres días después de que iniciaran oficialmente las transmisiones en Argentina el 17 de octubre de 1951. A partir de un testimonio de Samuel Yankelevich, se definió a Nicolás del Boca entre las cuatro personas que manejaron desde los balcones del edificio principal del Banco de la Nación las cámaras de la transmisión inaugural de la televisión argentina, durante una concentración popular en la Plaza de Mayo convocada por Juan Domingo Perón y su esposa Eva Perón.
Antes de llegar a la tele había sido obrero metalúrgico, tornero mecánico y hacía fotografías para casamientos y encuentros sociales. En la búsqueda de materiales fotográficos conoció a Pepe Guerrico, uno de los grandes pioneros de la televisión argentina, por entonces propietario de laboratorios de cine. Guerrico lo invitó a sumarse a Canal 7 el 20 de noviembre de 1951 donde se desempeñó como tira cables y manejando el "dolly", un carrito por entonces bastante pesado sobre el cual estaban montadas las cámaras. El momento en que Del Boca se inició como ayudante de cámaras coincidió con la mudanza del viejo Canal 7 desde el Ministerio de Obras Públicas a los subsuelos del Alvear Palace Hotel, donde funcionaba un teatro que sirvió como escenario principal de las transmisiones. Por entonces transmitió en directo un partido de fútbol de Argentina, entre San Lorenzo y River Plate y, al parecer, la multitud que concurrió al viejo Gasómetro no dejó llegar al lugar de transmisión ubicado en lo más alto de una tribuna al director designado, Eduardo Celasco.
En 1954 ya era director y su primer trabajo fue Mujeres inolvidables, ciclo que marcó el debut televisivo de la recordada Myriam de Urquijo, y poco después, como responsable de la gerencia de producción de Canal 7, le abrió las puertas de la emisora a nuevos talentos de su especialidad como María Herminia Avellaneda y Martha Reguera.
En 1967 llegó a dirigir el muy popular ciclo de predicciones astrológicas conducido por Horangel y algunas de las clásicas telecomedias de Darío Vittori.
Del Boca se desempeñó como director y productor de diversos programas y ficciones en la pantalla chica. Sus novelas no solo fueron un éxito en Argentina, sino también en el exterior. Fue junto a otros grandes como Alberto Rinaldi y Alberto Migré, uno de los pioneros de las telenovelas en Argentina. Muchas de las novelas que dirigió fueron encabezadas por su hija Andrea del Boca, siempre acompañada por diferentes galanes como Alberto Argibay, Gustavo Bermúdez, Ricardo Darín, Gabriel Corrado y Silvestre.
En cine tuvo su única incursión como director con la película Un buen día, con Lucila Polak, Aníbal Silveyra, Lucas Torres y Andrea del Boca.

## Vida personal
Estuvo casado desde 1952 hasta su fallecimiento con la actriz y bailarina Ana María Castro. Fueron padres de tres hijos: Adrián, quien es médico y está radicado en Estados Unidos, Anabella, directora, productora artística y vestuarista, y Andrea del Boca, actriz y cantante.
Anabella está casada con el guionista y productor de televisión Enrique Óscar Torres, con quien tiene un hijo, Lucas Torres, quien es actor; mientras que Andrea estuvo en pareja con el empresario Ricardo Biasotti con quien tuvo una hija, Anna del Boca, quien es actriz.

## Fallecimiento
Nicolás del Boca falleció el 16 de marzo de 2018 tras varias complicaciones naturales de su salud. Tenía 90 años y sus restos descansan en el cementerio Jardín de Paz, en la localidad bonaerense de Pilar.

## Filmografía
Como director:
- 2010: Un buen día.

## Televisión
Como director:
- 2013-2014: Esa mujer.
- 2005: Sálvame María
- 2000: Amor latino.
- 1996: Zíngara.
- 1994-1995: Perla negra.
- 1993: Celeste siempre Celeste.
- 1992: Antonella.
- 1991: Celeste.
- 1982: Los cien días de Ana.
- 1981-1982: Los especiales de ATC.
- 1980: Señorita Andrea
- 1979-1980: Andrea Celeste.
- 1973-1974: Humor a la italiana.
- 1973: Mi hijo Rasputín
- 1971-1973: Las dos
- 1971-1972: Alta Comedia.
- 1971: Musicalísimo Grand Hotel
- 1971: El gran casamentero
- 1971: Teatro de verano
- 1971: Aquellos que fueron
- 1971: Los creadores
- 1971: El Circo del 9
- 1970-1971: El circo de Marrone
- 1970: Domingos de teatro cómico
- 1970: El chaleco
- 1969-1973: El botón'
- 1969: Los exclusivos del 11
- 1967: Lo mejor de nuestra vida, nuestros hijos
- 1966-1969: El teatro de Alfredo Alcón
- 1962: Teleteatro Odol
- 1954: Mujeres inolvidables

Como productor:
- 1981: Anastasia a la sombra, dirigida por Alejandro Doria